# Продуктивные умозаключения
Продуктивные умозаключения —  четвёртый основной тип умозаключений, которые предложил  в своей классификации умозаключений  русский логик Л.В. Рутковский.
Продуктивными он называет  те умозаключения, когда, «усмотрев в предмете наблюдения какой – либо признак или вообще получив  какое – либо определение  данного предмета, мы без дальнейшего опыта приписываем этому предмету новое  определение в силу того, что ему присуще данное в основном  суждении определение».
Первой модификацией умозаключений продуктивного типа  Рутковский считает  ту, где обосновывающее суждение утверждает сосуществование известных свойств или признаков: если дан один из них, то даны и другие.
К данной модификации Рутковский относит  разделительные силлогизмы и выводы на основании современности, совместности и  равенства двух предметов одному и тому же третьему.
Определив какой-нибудь предмет как современный или равный другому, мы, пишет Рутковский "определяем его же как современный, совместный или равный третьему в силу того, что второй предмет современен, совместен или равен третьему".
Если первая группа продуктивных выводов  основана на сосуществовании  двух признаков, то вторая группа основывается  на единообразии сопоследования признаков, которые служат сказуемым основного и выводного суждений.
Эти отношения сопоследования или приемства явлений могут быть двух видов:
- первые  выражают простую последовательность во времени;
- вторые  выражают причинную зависимость от времени.
Причём, простая последовательность не однозначна  с отношением причины к действию, пишет Рутковский. «Никто не станет уверять, что нагота новорождённого голубя есть причина, обуславливающая  характер его будущего оперения».
И всё же очень важно установить законы этой последовательности,  так как это даёт возможность  по настоящему данного явления делать заключения о его прошедшем и будущем.
Отношение причинной зависимости  Рутковский рассматривает как  отношение не простой, а безусловно неизменной  последовательности.  Но подобно выводам на основании простой последовательности заключения на основании причинной зависимости  также касаются, в большинстве случаев, либо прошедшего,  либо будущего той вещи, о которой делается заключение. В зависимости от того, отправляется ли исследователь от свойства-причины или от производного свойства, соответственно строятся и выводы. Например: употребление в пищу конопляного семени делает снигирей и некоторых других птиц чёрными. Этот факт свидетельствует о существовании причинной зависимости между употреблением снигирями  в пищу конопляного семени и чёрной окраской их оперения.
Любитель птиц рассуждает при этом так: из того, что данный снегирь питается конопляным семенем, следует, что он приобретает чёрное оперение, так как питание конопляным семенем есть причина (точнее: одна из причин) чёрного оперения. Таков пример заключения от наличности свойства-причины к предстоящему появлению производного свойства.
Можно заключать от наличности  производного свойства к существованию в прошедшем свойства- причины. Так, говорит Рутковский, известен факт уменьшения величины и толщины морских раковин одних и тех же видов, если они живут в слабосолёной воде, например, в Балтийском море. На основании этого факта можно сделать заключение, что из двух данных морских раковин одного и того же вида, раковина, имеющая меньшую величину и толщину жила в солёной воде.
Термин «продукция» для обозначения этого нового типа умозаключения образован Рутковским следующим образом: он сохранил, для однообразия, тот же латинский корень duc, который имеет уже в своём составе термины традукция, индукция, дедукция и которыми были обозначены уже известные в то время типы умозаключения.
Затем он нашёл приставку, с помощью которой выразил  специфический оттенок нового  типа умозаключения. Поскольку в продуктивном умозаключении при замещении одного  отдельного определения другим отдельным же определением наша мысль как бы прогрессирует, идёт вперёд в деле изучения предмета со стороны приложимых к нему определений, переходя от дознанного уже определения к определеню ещё недознанному, то к корню duc прибавляется приставка pro, означающая поступательное движение вперёд.